# Lunulicardia retusa
Lunulicardia retusa is een tweekleppigensoort uit de familie Cardiidae. De wetenschappelijke naam van de soort is gepubliceerd in 1767 door Linnaeus als  Cardium retusum.